# Abadia de Santa Maria de Ferraria
A Abadia de Santa Maria de Ferraria (em italiano:  Abbazia di Santa Maria della Ferraria) é um mosteiro da Ordem de Cister localizada em Vairano Patenora, Campânia, Itália.

Era a filha da Abadia de Fossanova.